# Vígľašská Huta-Kalinka
Vígľašská Huta-Kalinka – wieś (obec) na Słowacji położona w kraju bańskobystrzyckim, w powiecie Detva. Pierwsze wzmianki o miejscowości pochodzą z roku 1773. 
Według danych z dnia 31 grudnia 2012, wieś zamieszkiwało 365 osób, w tym 180 kobiet i 185 mężczyzn.
W 2001 roku rozkład populacji względem narodowości i przynależności etnicznej wyglądał następująco:
- Słowacy – 94,5%
- Czesi – 0,26%
- Niemcy – 0,26%
- Romowie – 1,83%

Ze względu na wyznawaną religię struktura mieszkańców kształtowała się w 2001 roku następująco:
- Katolicy rzymscy – 76,18%
- Ewangelicy – 18,06%
- Ateiści – 2,36%
- Nie podano – 3,14%